# التقسيم الألماني

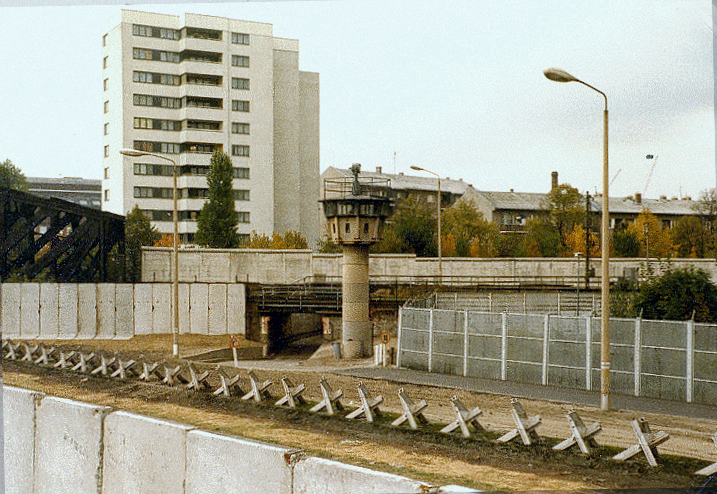
كان جدار برلين رمزا لتقسيم ألمانيا.

الفترة التي قسمت ألمانيا لجزأين عرفت بالتقسيم الألماني (وتسمى أيضا تقسيم ألمانيا) دولة في المنطقة من ألمانيا في الفترة من عام 1949 وحتى إعادة التوحيد في عام 1990. كانت نتيجة للحرب العالمية الثانية وما تلاها من الحرب الباردة بين الحلفاء  المناهضين لهتلر. 
يشمل هذا التقسيم أيضًا الفصل بين المناطق الشرقية للرايخ الألماني المتفق عليها في اتفاقية بوتسدام لعام 1945 . أصبح شمال شرق بروسيا تابع لسوفيت. تم إعطاء جمهورية بولندا الشعبية المناطق الألمانية شرق حدود أودر-نايسه، والتي كانت تشكل حوالي ربع الأراضي الألمانية منذ عام 1937. مع هذا التحول إلى الغرب ، كان على بولندا الاستغناء عن أراضيها شرق خط كرزون، والتي تم دمجها في الجمهوريات السوفيتية في أوكرانيا وروسيا البيضاء. لقد فقدت المنطقة التي كانت تنتمي إلى بولندا وليتوانيا حتى عام 1795 والتي استعادتها الجمهورية البولندية الثانية من روسيا في العشرينات. 
تم الاعتراف بالحدود الألمانية ما بعد الحرب بين ألمانيا وبولندا على طول خط أودر-نيس رسمياً من قبل ألمانيا الشرقية في عام 1950، بموجب معاهدة زغورجيلتس، تحت ضغط من ستالين. في عام 1952، كان شرط ستالين الاعتراف بخط أودر-نيس كحد دائم لكي يوافق الاتحاد السوفيتي على إعادة توحيد ألمانيا. تم رفض العرض من قبل المستشار الألماني الغربي كونراد أديناور. كان الموقف الرسمي لحكومة ألمانيا الغربية آنذاك بشأن وضع الأراضي الشرقية السابقة لألمانيا شرق نهري أودر ونيس هو أن المناطق هذه كانت "تحت الحكم البولندي [أو السوفيتي] مؤقتًا. في الخرائط الرسمية التي تم إنتاجها في ألمانيا الغربية في الخمسينيات والستينيات، تم اعتبار حدود ألمانيا في 31 ديسمبر 1937 بأنها "لا تزال سارية في القانون الدولي". في عام 1970، اعترفت ألمانيا الغربية بخط أودر-نيس باعتباره الحدود الغربية الفعلية لبولندا بموجب معاهدة وارسو؛ وفي عام 1973 